# 産業はジョージアを救済する
産業はジョージアを救済する（さんぎょうはジョージアをきゅうさいする、Mretsveloba Gadaarchens Sak'art'velos, მრეწველობა გადაარჩენს საქართველოს）は、ジョージアの中道右派保守政党。
1999年に大手ビール・飲料メーカーKazbegiを所有するゴギ・トパッゼによって設立され、経済重視派や産業ロビイストが結集した。党の主な目的は経済政策を転換し、国際通貨基金の影響力に対して立ち向かうことである。1999年ジョージア議会選挙に参加し、15議席を獲得、第3党に躍進した。与党にはならなかったが、当時の与党ジョージア市民連合とは協調路線を取り、抵抗野党路線を取らなかった。2004年3月28日の選挙では新右派党とともに、政党連合右派野党に参加した。この政党連合は23議席を獲得し、与党統一国民運動に次ぐ議会第二勢力となった。2012年ジョージア議会選挙では、 ジョージアの夢連合に参加した。
2016年の総選挙前にジョージアの夢連合を離脱したが、ジョージアの夢連合側は協力関係を継続すると声明した。この総選挙では、ジョージアの夢連合と小選挙区で競合することなしに1議席を獲得した。

## 脚註
1. 1 2 3  Nodia, Ghia; Pinto Scholtbach, Álvaro (2006), The Political Landscape of Georgia: Political Parties: Achievements, Challenges and Prospects, Eburon, p. 123
2. ↑  Dadalari, Nina (2009), “Transnationalization and the Georgian State: Myth or Reality?”, The Transnationalization of Economies, States, and Civil Societies: New Challenges for Governance in Europe (Springer):  p. 197
3. ↑  Nodia; Pinto Scholtbach (2006), The Political Landscape of Georgia, p. 130
4. ↑  “Gogi Topadze”, Civil Georgia, (1 May 2010)
5. ↑  Mitchell, Lincoln A. (2009), Uncertain Democracy: U.S. Foreign Policy and Georgia's Rose Revolution, University of Pennsylvania Press, p. 36
6. ↑  de Waal, Thomas (11 September 2012), A Crucial Election in Georgia, Carnegie Endowment for International Peace
7. ↑   Simon Nozadze, candidate of "Topadze - Industrialists" won by 61.55% in Khashuri, received 38,45% Valeri Gelashvili from "Georgian Dream", (31 October 2016)